# Teenage Mutant Ninja Turtles (игра, 2014)
Teenage Mutant Ninja Turtles — видеоигра 2014 года, разработанная Magic Pockets и изданная Activision по договору с Nickelodeon. Она основана на медиафраншизе «Черепашки-ниндзя», в частности на одноимённом фильме 2014 года. Релиз игры состоялся 5 августа 2014 года для Nintendo 3DS, Android и IOS.

## Геймплей
Игра была разработана в жанре beat 'em up. Игрок в состоянии свободно переключаться между четырьмя Черепашками-ниндзя, каждая из которых обладает индивидуальными способностями и набором движений за счёт фирменного оружия. После победы над определённым количеством противников, братья оказываются в состоянии использовать специальную атаку. Также игра содержит механику RPG, благодаря которой игрок получает очки за выигранные сражения, чтобы разблокировать новые приёмы. Также в игре предусмотрена возможность собирать предметы с поверженных противников для создания нового оружия.

## Сюжет
По сюжету, основанному на истории из одноимённого фильма 2014 года, Черепашки-ниндзя противостоят злому гению Бакстеру Стокману, который создал армию роботов и мутантов. Тот объединил усилия с кланом Фут, совершающим преступления по всему Нью-Йорку. Героям предстоит сражаться со злодеями в канализации и на улицах города.

## Критика
Игра получила смешанные, преимущественно негативные отзывы. На агрегаторе обзоров видеоигр Metacritic она имеет 4,8 баллов из 10, на основе 12 отзывов пользователей. В частности были раскритикованы низкая сложность и однообразие геймплея.